# Stiftelsen Sankt Ignatios
Stiftelsen Sankt Ignatios är en ekumenisk organisation för kristna ortodoxa kyrkor i Sverige. Stiftelsen driver Sankt Ignatios folkhögskola och Sankt Ignatios College samt delar varje år ut utmärkelsen Sankt Ignatios Orden.
Sankt Ignatios folkhögskola bedriver i sin allmänna kurs utbildning på grundskole- och gymnasienivå. Sankt Ignatios College ger kurser och program med inriktning på tjänster och uppgifter inom kyrkan. Sankt Ignatios College erbjuder även akademiska program inom Östkyrkliga studier. 
Stiftelsen verkar under mottot: ”Religion, fred och demokrati genom bildning.”

## Historia
Stiftelsen Sankt Ignatios grundades 2012 men det ortodoxa ekumeniska samarbetet går tillbaka till 1990-talet, då de två stora ortodoxa traditionerna i Sverige – den bysantinsk-ortodoxa och den syrisk-ortodoxa – inledde ett samarbete tillsammans med studieförbundet Bilda. Detta födde insikten att de behövde en egen organisation för att utveckla interortodoxa relationer, vilket ledde till grundandet av Stiftelsen Sankt Ignatios. Sankt Ignatios Folkhögskola grundades strax därefter, och 2018 bildades Sankt Ignatios College genom ett samarbete med Teologiska Högskolan i Stockholm (Enskilda Högskolan Stockholm).

## Sankt Ignatios folkhögskola
Sankt Ignatios folkhögskola är en del av Siftelsen Sankt Ignatios. Skolan har kurser i allmänna ämnen som engelska, svenska, svenska som andraspråk, matematik, samhällskunskap, historia, religion och naturkunskap. Studierna sker på grundskole- och gymnasienivå. Undervisningen sker huvudsakligen i Södertälje.

## Sankt Ignatios College
Sankt Ignatios College är en del av Stiftelsen Sankt Ignatios. Sankt Ignatios College ger kurser och program med inriktning på tjänster och uppgifter inom kyrkan, som präst, diakon, kantor, administratör, församlingspedagog med mera. Bland kurserna och programmen kan nämnas utbildningar inom ikonmåleri, kyrkomusik, klassiska språk samt introduktioner till de ortodoxa traditionerna.
Till Sankt Ignatios College är knutet fyra seminarier som vart och ett representerar de fyra ortodoxa kyrkofamiljer som Sankt Ignatios omfattar, det vill säga koptisk-ortodox, bysantinsk-ortodox (grekisk och slavisk), syrisk-ortodox samt tewahedo-ortodox. Seminarierna fungerar som en kontakt mellan de studerande och den kyrkliga tradition de tillhör, samt som boendemiljö under studietiden. Seminarierna är belägna i Södertälje, där huvuddelen av undervisningen sker.
Sankt Ignatios College har även akademiska program inom Östkyrkliga studier. Dessa sker i samarbete med Teologiska Högskolan i Stockholm (Enskilda Högskolan Stockholm). Studierna kan leda till kandidat-, master-, och doktorandexamen i teologi.
År 2017 installerades Samuel Rubenson vid Sankt Ignatios som den förste professorn i Östkyrkliga studier i Sverige.

### Historik
Sankt Ignatios College bildades 2018 genom ett samarbete mellan Sankt Ignatios Folkhögskola och Teologiska Högskolan i Stockholm (Enskilda Högskolan Stockholm). Studerande som undervisas för tjänster i kyrkan går kurser både på folkhögskolan och på högskolan; en unik kombination i Sverige.
Studerande får grundläggande teologisk  och praktisk undervisning på folkhögskolan. Flera av kurserna är kopplade till den studerandes egna ortodoxa tradition. På avdelningen för Östkyrkliga studier på Teologiska Högskolan i Stockholm får de akademisk undervisning. 

## Sankt Ignatios Orden
En central del i Stiftelsen Sankt Ignatios uppdrag är att uppmärksamma extraordinära bidrag till det ortodoxa livet. Sankt Ignatios Orden delas ut årligen för att uppmärksamma extraordinära bidrag till det ortodoxa livet. Sankt Ignatios Orden tilldelas personer som genom ledarskap och akademiska bidrag gjort de mest betydelsefulla insatserna. Mottagarna av orden erhåller en medalj samt ett diplom som beskriver deras bidrag.

### Pristagare
- 2019 – Professor emeritus Andrew Louth.
- 2018 – Professor Sebastian Brock.
- 2017 – Biskop Suriel, koptisk-ortodox biskop av Melbourne.[12]
- 2016 – Hans Eminens Porfirijie, metropolit av Zagreb och Ljubljana, den serbisk-ortodoxa kyrkan.[13]
- 2014/2015 – H.H Påve Tawardros II, påve av Alexandria och patriark av St. Markus samt H. H. Moran Mor Ignatius Aphrem II, patriark av Antiokia och hela östern.
- 2012/2013 – Kerstin Enlund, studieförbundet Bilda samt Murat Posluk, syrisk-ortodoxa kyrkan.[11]

## Övrig verksamhet
Förutom att driva utbildning i olika former deltar Sankt Ignatios årligen vid ett flertal internationella teologi-, demokrati-, och freds-konferenser. Stiftelsen sponsrar akademisk utbildning inom Östkyrkliga studier och deltog vid grundandet av International Orthodox Theological Association. 
Sankt Ignatios folkhögskola samarbetar med Paideia folkhögskola i projektet ”Osäkerhetens dimension”. Projektet är en del i en pågående utbildning om demokrati på de två folkhögskolorna.